# エダ・エルデム・デュンダル
エダ・エルデム・デュンダル（Eda Erdem Dündar, 1987年6月22日 - ）は、トルコの女子バレーボール選手。トルコ代表。

## 来歴
イスタンブール出身。2005年にトルコ代表に初選出される。世界選手権へは2大会連続で出場し、2010年世界選手権ではレギュラーとして6位という好成績を残した。
2008年からフェネルバフチェでプレー、レギュラーとして2011-2012シーズンは欧州チャンピオンズリーグで優勝も経験した。
2011年のヨーロッパリーグではチームの銀メダルと、自身はベストサーバーを受賞。同年9月のヨーロッパ選手権で銅メダルを獲得した。
2012年のワールドグランプリにて銅メダルを獲得、同年のロンドンオリンピックに出場した。
2015年、3年ぶりに代表へ復帰すると同年9月の欧州選手権で4位となり自身もベストミドルブロッカー賞を受賞した。2017年の欧州選手権では主将を務め、銅メダルを獲得し、自身も2大会連続のベストミドルブロッカー賞を受賞した。
2018年、ネーションズリーグで銀メダルを獲得し、自身も大会のベストミドルブロッカー賞を受賞した。2019年の欧州選手権で銀メダルを獲得した。2020年1月に開催された東京オリンピック欧州大陸予選で優勝した。2021年開催の東京2020オリンピックに出場した。

## 球歴
- オリンピック - 2012年、2021年、2024年
- 世界選手権 - 2006年、2010年、2018年
- 欧州選手権 - 2009年、2011年、2015年、2017年、2019年、2021年
- ワールドグランプリ - 2012年、2017年
- ネーションズリーグ - 2018年、2019年、2021年

## 受賞歴
- 2011年 ヨーロッパリーグ　ベストサーバー賞
- 2015年 欧州選手権  ベストミドルブロッカー賞
- 2016年 2015/16 欧州チャンピオンズリーグ ベストミドルブロッカー賞
- 2017年 欧州選手権  ベストミドルブロッカー賞
- 2018年 ネーションズリーグ　ベストミドルブロッカー賞
- 2019年 欧州選手権 ベストミドルブロッカー賞
- 2020年 東京オリンピック欧州大陸予選 ベストミドルブロッカー賞
- 2021年 ネーションズリーグ  ベストミドルブロッカー賞
- 2021年 欧州選手権 ベストミドルブロッカー賞

## 所属クラブ
- ベシクタシュ（2004-2008年）
- フェネルバフチェ・ユニバーサル（2008-）